# Dalečín
Dalečín är en ort i Tjeckien.   Den ligger i regionen Vysočina, i den centrala delen av landet, 140 km öster om huvudstaden Prag. Dalečín ligger 477 meter över havet och antalet invånare är 703.
Terrängen runt Dalečín är platt västerut, men österut är den kuperad. Dalečín ligger nere i en dal. Runt Dalečín är det ganska tätbefolkat, med 111 invånare per kvadratkilometer. Närmaste större samhälle är Bystřice nad Pernštejnem, 7,7 km söder om Dalečín. Omgivningarna runt Dalečín är en mosaik av jordbruksmark och naturlig växtlighet.